# سفارة الولايات المتحدة في فيتنام
سفارة الولايات المتحدة في فيتنام هي أرفع تمثيل دبلوماسي لدولة الولايات المتحدة لدى فيتنام. تقع السفارة في وهي تهدف لتعزيز المصالح الأمريكية في فيتنام.

## وصلات خارجية
- قائمة سفارات الولايات المتحدة
- قائمة السفارات في فيتنام